# Grzegorz Kotlarski
Grzegorz Marian Kotlarski (ur. 21 maja 1936 w Grodzisku Wielkopolskim, zm. 3 grudnia 2015 w Poznaniu) – polski filozof i historyk, doktor habilitowany nauk humanistycznych i filozoficznych. Specjalizował się w zagadnieniach z zakresu filozofii rosyjskiej, historii filozofii polskiej i powszechnej. Wykładał w Instytucie Filozofii na Wydziale Nauk Społecznych Uniwersytetu im. Adama Mickiewicza w Poznaniu, Instytucie Wschodnim UAM oraz w Katedrze Historii Filozofii na tej uczelni.

## Życiorys
Urodził się 21 maja 1936 w Grodzisku Wielkopolskim w rodzinie młynarza Czesława Kotlarskiego i Wandy z domu Litwin. Miał dwóch braci – bliźniaka Jerzego oraz Seweryna. Tuż po rozpoczęciu II wojny światowej wraz z całą rodziną został wysiedlony do Radomska. Po wojnie mieszkał kolejno w Nowym Tomyślu, Płotach i Babimoście, gdzie ukończył szkołę podstawową. 
Absolwent Liceum Ogólnokształcącego w Katowicach-Ligocie (wcześniej uczył się w Liceum Ogólnokształcącym w Wolsztynie) oraz studiów historycznych na Wydziale Filozoficzno-Historycznym UAM (wcześniejszych studiów na Wydziale Mechanicznym Wyższej Szkoły Inżynierskiej w Szczecinie nie ukończył). Pracę magisterską, której tematem była Rewolucja w Neapolu 1820–21 w świetle prasy poznańskiej, obronił w 1960 roku. Kierownikiem tej pracy był polski historyk Zdzisław Grot. W tym samym roku rozpoczął pracę w Katedrze Historii Filozofii Uniwersytetu Poznańskiego jako asystent Stefana Kaczmarka. 
Rok później ożenił się i przeprowadził do Ostrowa Wielkopolskiego, gdzie otrzymał pracę nauczyciela w I Liceum Ogólnokształcącym. W 1967 roku powrócił ponownie do Poznania, gdzie już jako starszy asystent prowadził badania nad dziejami filozofii w Polsce epoki nowożytnej. Trzy lata później doktoryzował się na podstawie pracy Poglądy filozoficzne Patrycego Przeczytańskiego, którą następnie obronił w 1974 roku. W tym samym roku został adiunktem w UAM. Habilitację otrzymał w 1985 roku na podstawie napisanej dwa lata wcześniej rozprawy zatytułowanej Filozofia społeczna Róży Luksemburg. Próba rekonstrukcji historiozofii.
Był działaczem podziemnej „Solidarności” i Komitetów Obywatelskich, przewodniczył Komisji Zakładowej NSZZ „Solidarność” na UAM.
Recenzent rozprawy habilitacyjnej Mariana Brody zatytułowanej Historia a eschatologia. Studia nad myślą Konstantego Leontjewa i "zagadką Rosji", promotor i kierownik rozprawy doktorskiej Bartłomieja Brzezińskiego pt. Myśl filozoficzno-religijna Mikołaja Aleksandrowicza Bierdiajewa i jej prawosławne konteksty.
Zmarł 3 grudnia 2015, pochowano go sześć dni później na cmentarzu Miłostowo w Poznaniu.